# Steuerwalder Straße 20 (Hildesheim)

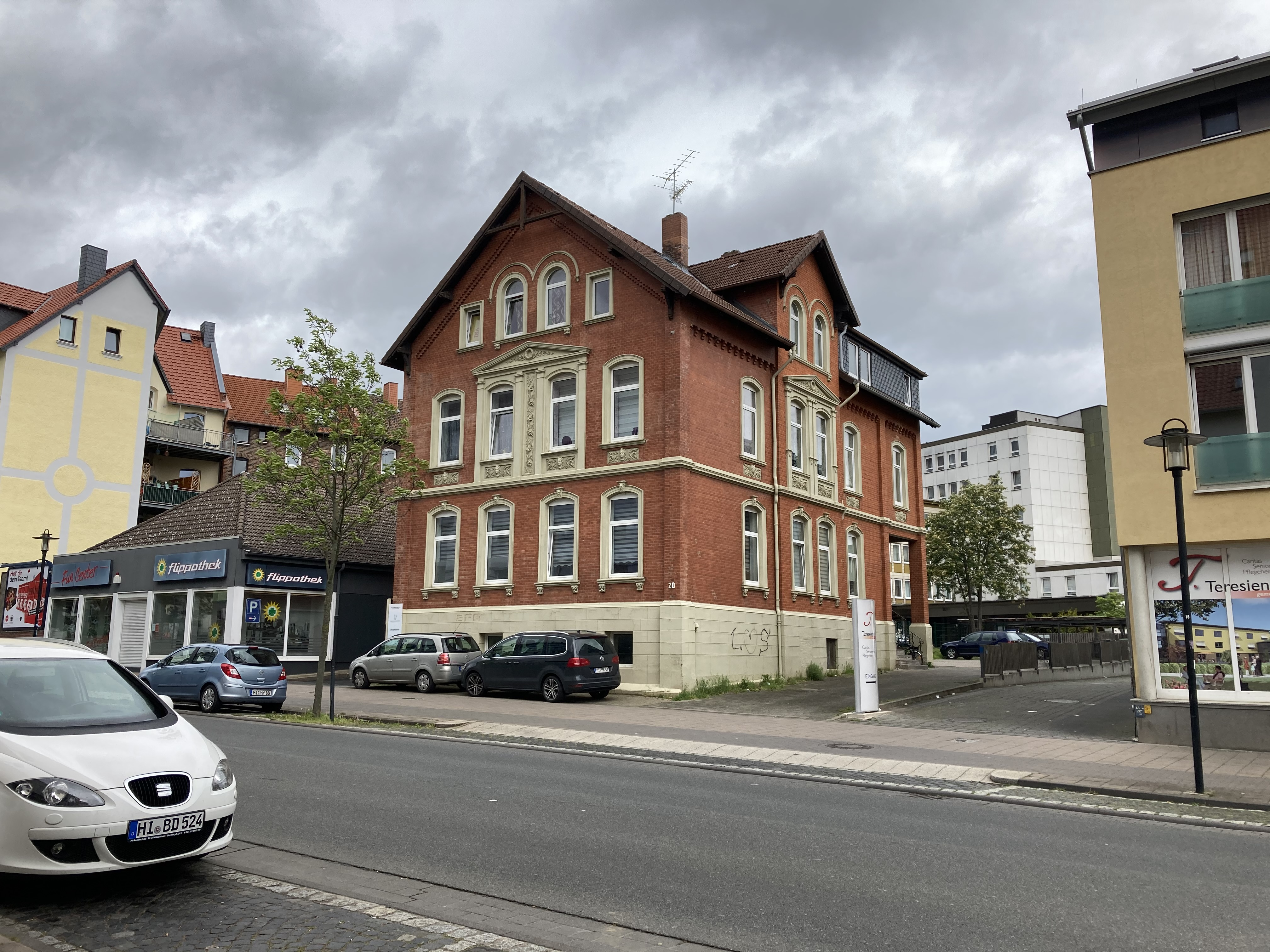
Die Steuerwalder Straße 20 aus südwestlicher Richtung

Das denkmalgeschützte Wohnhaus in der Steuerwalder Straße 20 in Hildesheim gehört zur ersten und damit ursprünglichen Bebauung in der Steuerwalder Straße. Der zweigeschossige Ziegelbau in der Nordstadt wurde im Jahr 1887 für den Bauherrn Carl Wagner errichtet. Herausragend ist die Gestaltung der identisch gehaltenen westlichen und südlichen Fassaden, deren gestalterische Details, insbesondere die formal ausgeprägten Fensterrahmungen, auf klassizistische Formen zurückgehen. Auf der straßenabgewandten Seite des Gebäudes befindet sich ein verlängerter Eingangsbereich. Das heute erhaltene Wohnhaus war ursprünglich Teil einer Anlage einer Eisengießerei mit Fabrikgebäude und Lagerhäusern.